# Раян Голідей
Раян Голідей (англ. Ryan Holiday; нар. 16 червня 1987) — американський маркетолог, підприємець та автор бізнес-літератури. Раян є колишнім маркетинговим директором компанії American Apparel, яка спеціалізується на продажі одягу. Його креативне агентство Brass Check проводило консультації для таких компаній як Google та New York Observer.

## Початок кар'єри
У 19 років Раян кинув навчання в коледжі. Співпрацював з Максом Такером, скандальним у США блогером. Згодом почав працювати в американського письменника-публіциста, автора книги «48 законів влади» Роберта Гріна, який з 2007 року став членом ради директорів American Apparel.

## Книги авторства Раяна Голідея
Перша праця Голідея Trust Me, I'm Lying: Confessions of a Media Manipulator вийшла друком у липні 2012 року, потрапивши у список бестселерів Wall Street Journal. Вона складається з двох частин і розповідає про феномен блогів, їх роль у журналістиці та як блогери здатні маніпулювати суспільною думкою, задаючи в медіа окремі тренди. 
Друга книга — «Маркетинг майбутнього. Як ґроуз-хакери змінюють правила гри» (ориг. Growth Hacker Marketing) — розповідає про інноваційну маркетингову стратегію ґроуз-хакінгу. 
Його третя книга «Напролом. Мистецтво перетворювати перешкоди на перемоги» (ориг. The Obstacle Is the Way: The Timeless Art of Turning Trials into Triumph), за словами автора, базується на філософії стоїцизму, що вчить, як будь-які перешкоди можна перетворити на власні переваги. У 2016 році Голідей написав одразу 2 книги Ego Is the Enemy та The Daily Stoic. Нова книга Голідея Perennial Seller: The Art of Making and Marketing Work that Lasts планується до виходу влітку 2018 року.